# Robert Najberg
Robert Najberg (29 juin 1931, Lens, Pas-de-Calais - 25 mai 1944, Auschwitz) est un jeune garçon français d'origine polonaise, âgé de 12 ans, qui préparant sa Bar Mitzvah, à la synagogue de Brive-la-Gaillarde est arrêté, en même temps que d'autres juifs présents dans la synagogue, dont la résistante Rose Gluck et déporté à Auschwitz par le convoi n° 74, et assassiné à son arrivée. Il n'a pas encore 13 ans et n'a donc pas atteint l'âge de sa Bar Mitzvah, pour laquelle il se préparait. Lors de son arrestation, son silence sauve sa mère.

## Biographie
Robert Najberg est né le 29 juin 1931, à Lens, dans le Pas-de-Calais,.
Âgé de 12 ans et bientôt de 13 ans, il se prépare à sa majorité religieuse juive, sa Bar Mitzvah, le 3 avril 1944, dans la synagogue de Brive, dont le rabbin est David Feuerwerker. Il s'entraîne avec son maître, le hazzan Nachman Bindefeld,, lorsqu'il est arrêté avec son maître dans la synagogue, en même temps que la résistante Rose Gluck, et plusieurs autres ramassés lors de cette rafle.
Tous ceux qui sont arrêtés sont emmenés dans un camion à découvert. Soudainement, une personne remarque marchant dans la rue la mère de Robert Najberg et lui dit : « appelle ta mère ». Il refuse, car il comprend, malgré son jeune âge, qu'elle sera à son tour arrêtée. Par son acte, ou sa non-action, il l'a sauvée. Ils ne se verront plus,.
Robert Najberg est déporté à Auschwitz par le convoi n° 74 parti de Drancy en date du 20 mai 1944 et est assassiné à son arrivée, le 25 mai 1944,.